# San Roque (Cádiz)
San Roque is een gemeente in de Spaanse provincie Cádiz in de regio Andalusië, aan de Baai van Gibraltar, met een oppervlakte van 145 km². In 2007 telde San Roque 27.635 inwoners.
Door de nabijheid van de haven van Algeciras, een van de belangrijkste havens van Spanje, heeft de gemeente zich industrieel sterk ontwikkeld. Zo zijn er een olieraffinaderij van Cepsa en een roestvaststaalfabriek van Acerinox.

## Plaatsen
- Campamento
- Puente Mayorga
- Guadarranque
- Taraguillas
- La Estación
- Guadiaro
- San Enrique de Guadiaro
- Torreguadiaro
- Pueblo Nuevo de Guadiaro
- Sotogrande
- San Diego
- La Colonia (geen inwoners)

## Demografische ontwikkeling
Bron: INE; 1857-2011: volkstellingen
Opm.: in 1877 werd La Línea de la Concepcíon een zelfstandige gemeente